# Lauren Etame Mayer
Laureano Bisan Etame-Mayer eller bare Lauren (født 19. januar 1977 i Londi Keisi, Cameroun) er en tidligere camerounsk fodboldspiller, der spillede som højre back senest for den spanske Segunda Division-klub Córdoba CF.
Han har tidligere blandt andet spillet for engelske Arsenal F.C., som er den klub han har fejret flest triumfer med. Han står desuden noteret for 25 kampe for Camerouns landshold.

## Klubkarriere

### Spanien
Lauren flyttede som lille med sin familie til Spanien, hvor han voksede op og tilbragte de første år af sin karriere. I 1995 startede han i den lille klub Utrera FC, inden han året efter skiftede til storklubben Sevilla FC. Her blev det dog også kun til en enkelt sæson, og det samme var tilfældet sæsonen efter hos Levante UD. Det lykkedes først Lauren at finde sig til rette i en klub, da han i 1998 skiftede til RCD Mallorca.
På Mallorca blev Lauren en fast del af det hold, der i hans første sæson spillede sig frem til finalen i Pokalvindernes Europa Cup. Året efter skabte hans præstationer interesse fra Arsène Wenger, manager i den engelske Premier League-klub Arsenal F.C., og i sommeren 2000 blev det offentliggjort, at Lauren skiftede til englænderne for en pris på 7,2 millioner britiske pund.

### Arsenal F.C.
Laurens første tid i Arsenal var præget af skader og manglende spilletid, da London-klubben allerede rådede over en af engelsk fodbolds stærkeste højre backs i landsholdsspilleren Lee Dixon. Fra starten af sæsonen 2001-02 lykkedes det dog Lauren at få mere spilletid, og da sæsonen var slut havde han spillet en væsentlig del i, at klubben vandt The Double, Premier League og FA Cuppen.
Da Dixon i sommeren 2002 trak sig tilbage fra Arsenal, blev Lauren fast mand på højre back-positionen. Hans følgende år var også præget af succes, da klubben sikrede sig Premier League-titlen igen i 2004, samt FA Cuppen i både 2003 og 2005. 
I 2006 blev Lauren ramt af en alvorlig skade der holdt ham ude af Arsenal-holdet i længere tid, og da han omsider vendte tilbage måtte han konstatere at hans plads på holdet var blevet overtaget af ivorianeren Emmanuel Eboué. På grund af udsigten til en reservetjans valgte han at skifte til ligarivalerne Portsmouth F.C., som han skrev kontrakt med den 18. januar 2007.
Lauren nåede at spille 227 kampe og score 9 mål for Arsenal.

### Portsmouth F.C.
Lauren debuterede for Portsmouth den 20. januar 2007 i en kamp mod Charlton Athletic. Han måtte dog resten af sæsonen kæmpe for spilletid mod englænderen Glen Johnson. I 2008 var han med til at vinde sin fjerde FA Cup-titel, da Portsmouth i finalen besejrede Cardiff City 1-0.

### Córdoba CF
Lauren forlod i 2010 den trængte Portsmouth-klub, og flyttede til Spanien, hvor han skrev kontrakt med Segunda Division-holdet Córdoba CF.

## Landshold
Lauren har i en årrække været en bærende kraft på Camerouns landshold, som han debuterede for i maj 1998 i en kamp mod Luxembourg. Han blev efterfølgende indkaldt til landets trup til VM i Frankrig samme år.
De følgende år var Lauren med landsholdet med til adskillige slutrunder, blandt andet VM i 2002 i Sydkorea og Japan, samt Confederations Cup i både 2001 og i 2003, hvor holdet nåede finalen. Størst succes er dog blevet opnået ved African Nations Cup, som blev vundet i 2002, samt ved OL i Sydney 2000, som holdet vandt med 1-0-finalesejr over Spanien.
Pr. februar 2009 står Lauren noteret for hele 91 landskampe og 9 scoringer.

## Titler
Premier League
- 2002 og 2004 med Arsenal F.C.

FA Cup
- 2002, 2003 og 2005 med Arsenal F.C.
- 2008 med Portsmouth F.C.

OL
- 2000 med Camerouns landshold

African Nations Cup
- 2002 med Camerouns landshold